# Bencode
Bencode（發音為Bee-Encode）是BitTorrent用在傳輸資料結構的編碼方式。這種編碼方式支援四種資料型態：
- 字符串
- 整數
- 串列
- 字典表

Bencode最常被用在.torrent檔中，檔案裡的元數據都是被Bencode编码过的字典表。这种编码方法也被Tracker返回响应时使用。
虽然比用纯二进制编码效率低，但Bencode结构简单而且不受字节存储顺序影响（所有数字以十进制编码），这对于跨平台性非常重要。并且，Bencode具有较好的灵活性，即使存在故障的字典键，只要将其忽略并更换新的就能兼容补充。

## 编码方法
Bencode使用ASCII字符进行编码。
- 一个整型数会以十进制数编码并括在i和e之间，不允许前导零（但0依然为整数0），负数如十进制表示一样使用前导负号，不允许负零。如整型数“42”编码为“i42e”，数字“0”编码为“i0e”，“-42”编码为“i-42e”。
- 一个以字节为单位表示的字符串（字符串的字为一个字节，不一定是一个字符）会以（长度）:（内容）编码，长度的值和数字编码方法一样，只是不允许负数；内容就是字符串的内容，如字符串“spam”就会编码为“4:spam”，本规则不能处理ASCII以外的字符串，为了解决这个问题，一些BitTorrent程序会以非标准的方式将ASCII以外的字符以UTF-8编码转化后再编码。
- 线性表会以l和e括住来编码，其中的内容为Bencode四种编码格式所组成的编码字串，如包含和字符串“spam”数字“42”的线性表会被编码为“l4:spami42ee”，注意分隔符要对应配对。
- 字典表会以d和e括住来编码，字典元素的键和值必须紧跟在一起，而且所有键为字符串类型并按字典顺序排好。如键为“bar”值为字串“spam”和鍵为“foo”值为整數“42”的字典表会被编码为“d3:bar4:spam3:fooi42ee”。

对于线性表和字典的取值范围并没有限制，它们通常会包含其他元素，这样就允许对很复杂的数据结构进行编码。

## 外部連結
- Another BitTorrent protocol specification（页面存档备份，存于）
- File_Bittorrent2（页面存档备份，存于） - Another PHP Bencode/decode implementation
- The original BitTorrent implementation in Python as standalone package（页面存档备份，存于）
- BEncode Editor
- bencode-tools（页面存档备份，存于） - a C library for manipulating bencoded data and a XML schema like validator for bencode messages in Python
- Bencode parsing in Java
- Bencode parsing in C